# 梅赛德斯-奔驰S级
梅赛德斯-賓士S级（德语：Mercedes-Benz S-Class）是梅赛德斯-賓士旗下主力的頂級轎車系列，於1954年首度推出，定位於大型豪華車型。其主要竞争对手为BMW 7系列（1977年上市）、Audi A8 （2002年上市）、凌志LS、勞斯萊斯幽靈(Rolls Royce Ghost)、賓利穆桑Mulsanne等。
S系列在過去逾半個世紀是賓士旗下的旗艦車型，許多賓士最先進的技術都是率先被應用於S系列內，也是世界最暢銷之豪華轎車。在大多數人眼中，S系列都被視為是身份、地位的象徵，包括很多對汽車不熟悉的人。
值得注意的是對於賓士本身來說S車系不一定是最高級的車系，僅在上世紀八十年代到新世紀初的近三十年間S系就身兼賓士的最高車系，而和初代S系同期的W-100車系或現在的邁巴赫才是在其時賓士最高的車系，可這些限量生產的車型在路人里的知名度不高，所以即使最新的第二代新邁巴赫都是使用了賓士S的名號。

## 型號命名
| 底盤代號 | 原廠型號  | 出廠年份  | 出廠數量   | 德國入門價格 |
| -------- | --------- | --------- | ---------- | ------------ |
| W180     | "Ponton"  | 1954-1957 | 84.645     |              |
| W128     | "Ponton"  | 1958-1959 | 84.645     |              |
| W111     | "Fintail" | 1959-1965 | 344.751    |              |
| W112     | "Fintail" | 1959-1965 | 344.751    |              |
| W108     | N/A       | 1965-1972 | 383.341    |              |
| W116     | S-Class   | 1972-1980 | 473.035    | 23.800 DM    |
| W126     | S-Class   | 1979-1991 | 818.036    | 35.900 DM    |
| W140     | S-Class   | 1991-1998 | 406.532    | 79.000 DM    |
| W220     | S-Class   | 1998-2005 | 484.683    | 113.000 DM   |
| W221     | S-Class   | 2005-2013 | 537.519    | 72.000 €     |
| W222     | S-Class   | 2013-2020 | -          | 80.000 €     |
| W223     | S-Class   | 2021-     | 目前銷售中 | €            |

S系列的名稱是來源於德語，意思是「特殊的級別」。再引申之，則是「專為特定的人而造的汽車」。儘管是於1954年推出，但正式以「S系列」命名，則是1972年的事。而當時已推出了第五代的W116。至於由1954年推出至今，則已共推出了十代。除了一般標準版本的S系列之外，車系中也包含了由原廠直屬高性能車開發部門AMG所操刀、最頂級的S 65 AMG高性能版本。

## 前身車型

### Ponton（1954年-1959年）
1954年梅賽德斯-奔馳推出代號W180的車系始祖，當時名為「Ponton」的直列六缸轎車，同時另有轎跑車和敞篷車型兩個版本，W180一直生產到1957年。
1958年推出代號W128的「Ponton」，被視為車系的第二代，搭載了2.2L直列六缸引擎，同時也有轎跑車和敞篷車型版本。
Ponton的命名來自W180/W128車型所設計的浮橋式擋泥板（pontoon fenders），為此車款設計的風格特色。Ponton的動力陣容包括直列四缸和直列六缸，但只有6缸的W180和W128，被認為是梅賽德斯-奔馳S系列的一部分，因為它們是最高級的「Ponton」版本。這兩個車型是梅賽德斯-奔馳第一款不使用傳統分離式車架，而採用單體車身構造（Unibody）的車款。

### Fintail（1959年-1965年）

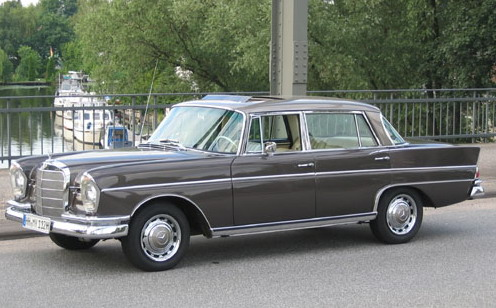
W112

1959年梅賽德斯-奔馳推出代號W111的四門轎車，當時命名為「Fintail」（德語暱稱Heckflosse），被視為車系第三代。「Fintail」是指其類似五、六十年代美國流行的魚鰭型汽車尾翼設計，以針對北美及歐洲市場銷售。梅賽德斯-奔馳稱此尾翼設計是為了方便停車時，後視鏡視距測量使用。「Fintail」系列的推出取代了"Ponton"系列。底盤代號W111，是指當時梅賽德斯-奔馳所有車型的最高等級，包括1959年至1968年生產的四門轎車，1961年至1971年生產的雙門轎跑車和敞篷車款。
最初僅有W111的「Fintail」，採用2.2升6缸引擎的車型。之後推出底盤代號W114的進階「Fintail」，使用擴缸3升引擎的豪華版本，後來被視為車系第四代。另外還有4缸引擎的低階入門版本，底盤代號W110「Fintail」。這三個版本，無論雙門或四門車款，都建造在同一個底盤基礎上。

### W108（1965年-1972年）
1965年當Fintail開始顯現老態，設計風格過時，梅賽德斯-賓士推出了底盤代號為W108，更新和更大的250S上市。W108一開始推出，搭載了編號M129的2.5升直6引擎車型。W108其中包括250S、250SE、280S、280SE與280SEL（長軸）的車型，取代了原有的Fintail車系，也消去了以前Fintail的設計特徵。
在此期間，稱號S或SE使用在短軸車型上，包括250S、250SE、280S、280SE和300SE，車款名稱中的「E」字在德語中代表「噴射」（Einspritzen）之意，以標示這些車款搭載了噴射引擎，而非過去使用化油器的設計。長軸距車款（較標準款後車廂再延伸4英吋），則命名為SEL（L字取自德語中的「lang」，意指長軸)。梅賽德斯-奔馳W108自問世以來，一直包括兩個軸距長度，但並不是所有的軸距在每一個國家銷售。1969年推出第一款V8引擎，罕見的大排氣量6.3升V8豪華車型300SE和300SEL，車型被列為新底盤代號W109，相較於W108的螺旋彈簧後懸吊，W109使用前後空氣懸吊更為舒適。更強大的300SE、300SEL車型，就是最豪華的版本W108，內裝使用了胡桃實木內飾，自動排檔器以及電動升降車窗。
1968年，W108取消了250SE，取而代之的是更大排氣的280S和280SE，而250S則繼續擔任系列入門款直到1969年。300SE/SEL的3升6缸引擎因油耗緣故被取消，改載2.8升的SL型號引擎（底盤代號W113)，後續更換為3.5升V8引擎（裝載於歐規款的SE和SEL）和4.5升（僅限美國）和6.3升（僅限SEL)。 W108/109最終取代了W111，不再提供四缸引擎車款，並由此建立起梅賽德斯-賓士製造豪華車的地位，不斷延續至今。

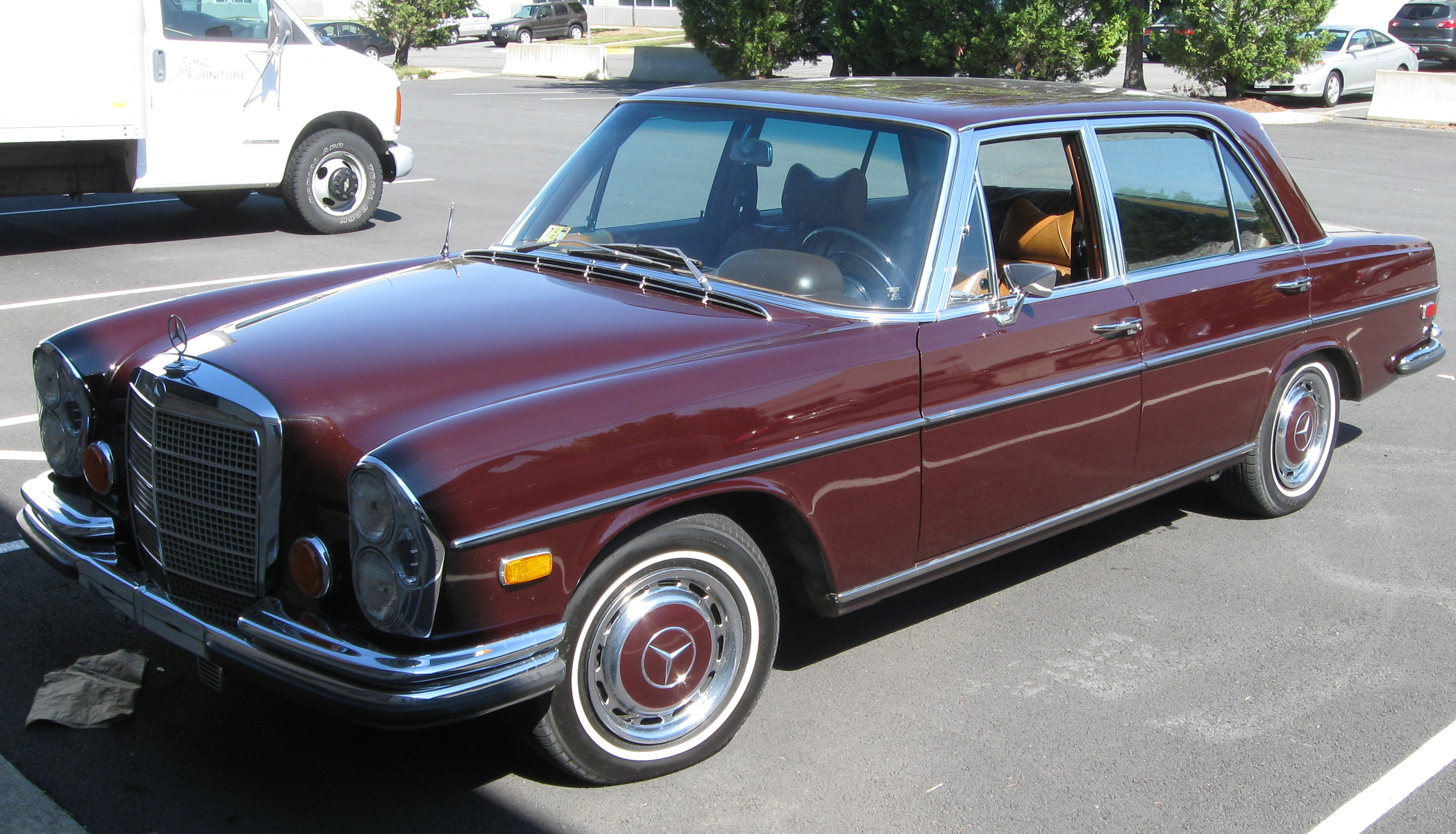
W109

## S系列車型

### W116（1972年-1980年）
1972年，梅賽德斯-賓士推出了W116 S系列，史上第一個被劃作S系列的車型。W116 S系列的特點是裝置四輪獨立懸掛系統和碟煞系統。
W116 S系列共有280、350和450型號冠有SE和SEL版本，整個W116 S系列的生產總量為473,035輛。這是個具有開創性的車款，並在梅賽德斯-賓士史上的第一次，公然強調造車哲學上，車輛安全高於造型設計。在1960年代後期開始的“車輛安全研究”，將眾多安全功能融入整體設計。
基於這些安全特性，推出了乘用車史上，許多“第一”項安全功能。例如將窗戶周圍的車門飾板加上軟墊，方向盤填充軟墊（安全氣囊與SRS前身），下沉的頭枕中心，更全面的安全軟墊儀表盤和周圍的內飾，提高車輛撞擊時，降低駕使撞傷。不對稱的擋風玻璃雨刷，以及雨水管理設計，讓雨水流入擋風玻璃兩側溝槽，提高雨天駕駛能見度。後視鏡及圓潤的車身設計等，提高能見度減少行人受傷。凹肋的後車燈，讓其沾汙時，還能保持照光一定清晰。明顯位置的急救箱和其他細微的主動和被動安全的相關設計。
W116 S系列引進了被動安全功能，包括加厚車門鈑金，使用ABS煞車系統，安全帶輔助約束系統，且推出第一輛柴油渦輪增壓汽車。
450SE W116 S系列為最強大的車型，1974年被評選歐洲年度風雲車款。
1975年裝載新的燃油噴射系統，以符合經修訂的新歐洲廢氣排放標準，輕微降低了輸出功耗。但在1978年，W116 S系列升級了新型燃油噴射系統，恢復了原有的性能水平。

### W126（1979年-1991年）
1979年年底梅賽德斯-賓士推出底盤代號為W126的第七代S系列，最初車型裝載直6及V8的渦輪增壓柴油引擎。1981年接替了舊款W116 S系列，緊接推出W126 Coupé車型，在W126 S系列基礎上重新修改W126為雙門跑車，獨立命名為380/500SEC。W126 S系列開發了許多安全功能，以及下一世代賽德斯-賓士的輪廓，W126 S系列嶄新的設計風格，廣泛沿用在其他車款陣容設計上。W126 S系列改進了空氣動力套件和擴大鋁合金引擎缸體。
1981年 W126 S系列成為第一款大型豪華房車，榮獲了澳洲雜誌票選的的年度風雲車。由於W126 S系列廣受歡迎，梅賽德斯-賓士首度延長S系列的更新週期，進行了S系列小改款。
W126 S系列從1979年到1991年持續生產了超過12年，W126 S系列總銷量達到818,036輛，與另外雙生的74,060輛跑車出售。這些亮麗銷售數字，使W126 S系列成為梅賽德斯-賓士史上銷售最成功的S系列。 
1981年，W126 S系列導入現代安全氣囊，安全氣囊為1971年梅賽德斯-賓士的專利發明，世界上首度為乘員附加的安全保護措施。W126 S系列的其他安全創新包括乘客側安全氣囊（在1988年），安全帶輔助約束系統。在車艙內採豪華禮遇的內裝，後座閱讀燈，加熱座椅和先進的獨立空調系統，以及四速自動排檔器。雖然上一代頂級款450SEL並沒有取消，但推出更高規格，配備油壓懸吊的500SEL，並且提供定速巡弋控制系統。W126 S系列放棄了前代的雙門轎跑車，推出一款新的雙門的變種，SEC coupé。1986年，進行W126 S系列延長銷售週期，S系列車型的更新，這是以前S系列從未過的小改款，將W126 S系列細部加以修改以及引擎動力升級。
W126 S系列的動力裝置，包括直6和V8引擎。雖然V8引擎車型受當時汽車記者的稱讚，但大部分銷售來自美國和歐洲的直六柴油車型。 W126 S系列在1986年進行週期中更新，無論是直6和V8引擎進行了升級，新款搭載了多種型號，不同排量引擎（六缸2.8升提升至3.0升，八缸3.8升升級到4.2升，5.0升和5.6升）。
500SE不在美國銷售，但由於美國環境對於大排氣汽車需求，建立起一個廣大灰色的水貨市場。在當年美國標準規範下，W126 380 SE/ SEL/ SEC/ SL的引擎動力不足。根據報導，在20世紀80年代初，500SE每年平行進口至美國25,000輛，這促使梅賽德斯-賓士在北美進行遊說，修改美國標準規範，1988年W126 S系列停止平行進口。

### W140（1991年-1998年）
W140 S系列在W126 S系列上市两年后，1981年开始構思新一代S系列。1986年9月12日，W140 S系列完成車型設計。1991年上市的W140 S系列，外型設計在5年前完成。由於1986年确立的外观設計，W140 S系列与W124外形相似，像其放大比例。W140是最后一款“盒”装车身設計的S系列，由即近方正几何面构成。1990年6月6日，梅赛德斯-奔驰全部車型改用新型設計水箱罩。
W140 S系列導入了許多創新科技，如煞車輔助系統，車身動態穩定系統，乘員側邊安全氣曩，電動調整可記憶後視鏡，車門及行李廂門電動吸門關閉，遙控關閉行李箱門，電動窗防夾功能，電動升降倒車標記旗杆（1995年修改為聲納倒車雷達），12方向電動可加熱前座，可以記憶3種座位設定模式，後排乘客化妝鏡，保持車室恆溫的雙層車窗隔熱玻璃，四區獨立恆溫空調，電動後遮陽簾，電動雨刷清洗前擋風玻璃，熄火後可開啓冷暖氣系統，真皮內裝核桃實木飾板等等。
W140 600SEL这具代号M120，缸盖如肋骨的引擎，生產自1986年11月。为了技术可靠性，由两具直列6缸引擎融合而成。600SEL上的6.0升M120引擎，排气量5987cc，输出功率達300kW（414匹），扭力580Nm，是梅赛德斯-奔驰当时最强劲的引擎，其动力输出，超过同年宾利大陆的6.8升V8和阿斯顿马丁DB7的6.0升V12。将近兩噸的车重，从静止到100km/h需6.3秒。
W140是经历90年代中期巨大变革的一款车。1993年6月份，梅赛德斯-奔驰更改命名，SE系列被改为S，300SE 2.8，300SE， 400SE， 500SE， 600SE分别改称S280，S320，S420，S500，S600。W140的600车系是梅赛德斯历史上唯一排量与数字对应的600，排气量是確实的6.0升。S系列自W140开始有600的型号，随后的W220 S600有M137 5.8升及M275 5.5升，W221 S600只有M275 5.5升(S65 AMG 为6.0升)，W221 S600P排量是6.0但不属量产车。
W140 S系列的巨大的体积和重量，有不错的被动安全性，如AMS汽车博览在将W140 S系列与欧宝Corsa进行的50％对撞试验，发现W140在對撞时会对對方小轿车的乘员生命安全构成威胁。早在1987年W140 S系列就进行了碰撞测试，因为車身重量太大，遇到钢筋混凝土墙时，会对自己伤害。梅赛德斯-奔驰宣称其能保住乘员生命的极限碰撞速度是90mph。英國戴安娜王妃逝世在W140 S280中，由于司机酒後超速驾驶，而撞到隧道的混凝土墙后立即爆炸，當時車上的人未繫安全帶，造成4名乘员中3人死亡。車禍時速約为110km/h，在原廠宣称的“安全”速度范围内，但是撞断隧道柱子后，车身還保持原形（事实上当时车体残骸只有后备箱部分保持原型），戴妃亦未当场逝世。
1996年7月W140 S600 Pullman投产，自W100后梅赛德斯-奔驰首款禮車车型，深受多国领袖的喜爱。1997年3月为教宗若望·保祿二世设计S500 landaulet。1998年8月25日，最后两部W140 S系列，银灰色的S320和黑色的CL600下线，法兰克福汇报发表了《青涩告别结束生产的優秀元老：S系列总是比你想象的更好》，其述 “W140与其它车不同的，可能是在这类别裡，提供了更高的乘坐平顺性和悬吊舒适性，没有其他车能像W140，具安全的乘坐保護，同时保持駕駛敏捷，S系列是巨大的，但她的脚趾学会了跳舞.......新S系列如此的纤薄和轻盈，但缺少现在的厚實。”
W140 S系列也是少数和新款车同时生产的舊款车。1998年新一代W220 S系列发布后，W140 S系列生产未停止，到2000年全面停产，没跨入新的世纪，但生产了10年，在S系列中仅次于W126 S系列。其中普通型号生产到1998年。2000年恢复生产了185辆装甲防护的S500/S600，因为客户发现，防彈改裝的W220空間設計較狹窄（1999年3月投产）。
W140 S系列的前辈W126 S系列获得了巨大的成功，但80年代末90年代初，日本车商迅速的占领入门级豪华车市场（特別是凌志進入了美國豪華車市場），又加上波斯湾战争、亚洲金融危机，於是W140 S系列升級了市场定位，脱离与宝马7系列、凌志LS、阿库拉里程、无限Q45的等級，向更高級豪華車市场開發，W140 S系列的体积和价格超过了当时这些品牌所有车，也比前款W126 S系列售價昂貴了25%。80年代中期就完成外型设计的W140 S系列，卻預料到90年代的市场前景。
因为市场定位，90年代的波湾战争、亚洲金融危机，W140 S系列的产量不及其前后代，总产40万6532辆，600SEL更只有7497輛，W140 S系列被稱為最為失败S级。单以W140 S系列销量，無法定义其成功。其實這不仅是一款车，还是一个时代象徵。由於前款W126和W140所帶來的S系列形象，不少人认为W140 S系列才是真正的梅赛德斯-奔驰。
W140 S系列是梅賽德斯-奔馳成立以来，研发耗资最大的车款，耗費达1亿美元。龐大的研发成本和其銷量，让W140 S系列獲利未若以往，梅賽德斯-奔馳不願W140平台就此退出，再加上90年代收购劳斯莱斯和宾利競爭失利，1997年决定用W140平台，复活旗下曾经的迈巴赫。因外观相似 W220 或 W221 S系列，但迈巴赫在1997年发表，W221 S系列晚了近十年，應該是W221 S系列的外形借鉴了迈巴赫。W140 S系列设计是空前绝后的，史上体型最大的S系列，史上油箱容积最大的S系列，史上第一款配置超过同期劳斯莱斯、宾利及阿斯顿马丁的S系列。

### W220（1999年-2005年）
1998年7月，梅賽德斯-奔馳發表了完全重新設計的W220 S系列，身形稍微比其前款更小，重量更輕。不同於W140 S系列設計風格，展開新一代梅賽德斯-奔馳設計語彙，重新關注優雅的風格，相較W140 S系列更加圓潤的造型風格。儘管車體較小，W220比W140提供了更大的內部空間。 
W220 S系列的總產量為485,000輛，略超過W140 S系列。
W220 S系列配備全新AIRMATIC空氣懸吊系統和主動通風座椅（座椅使用微型風扇將空氣通過穿孔）的創新技術，中控台安裝螢幕顯示導航系統以及COMAND輸入控制系統。其他選配包括：無鑰匙開門和點火，雷達控制的Distronic巡航控制系統和主動氣缸關閉控制系統。 
2003年，4MATIC全時四輪驅動系統的S系列被導入到北美市場，取代了傳統的後輪驅動配置。
美國消費者報告雜誌，對初登場W220 S系列的可靠性，“不佳”的最低評級，並稱之為“最低可靠的豪華汽車之一”。但Edmunds網站則給W220總分五星的五星，而MSN汽車網站的專家評分是總分10的9.0。2011年3月，消費者報告已改變了對W220的可靠性評級，2001年和2002年的W220 S系列提高到“平均”評級。富比士雜誌則稱W220的S500“製造得非常好”。前期款W220 S系列後懸吊和液壓燃油管路問題被召回，但其中沒有召回2005年及2006年式車型。
2002年，梅賽德斯-奔馳推出了世界上第一個主動安全系統PRE-SAFE，配備在W220 S系列，同時進行S系列小改款，小改款稍微直立了進氣格柵，配備氙氣放電大燈賦予了新的透明車燈外殼，取代了早期的半透明設計。前保險桿的下進氣口也重新設計。2005年，W220 S系列成為第一款車，德國技術合規委員會TÜV研究所認證的具環保元件車。

### W221（2005年-2013年）
2005年秋季在德國法蘭克福國際車展，梅赛德斯-奔驰推出全新的W221 S系列，2006年出口到德國以外市場。2006年1月在北美國際車展，W221 S系列展開其北美首映。
W221 S系列比其前身W220 S系列稍微放大尺寸，備有三款新開發的引擎，提升了高達26％的功率。全新的內裝設計，升級成更為豪華的車款，中控台排檔桿替換成撥片式換檔。W221 S系列上的新技術特點，包括紅外線夜視輔助和新一代預備碰撞系統。 W221 S系列具有更清晰的外觀線條（最顯著的寬版輪弧）和技術改進。 此外，W221 S系列是連續第二代的S系列只生產轎車樣式。
在北美銷售的車型（2008年-2013年）S450，S400混合動力車（2010-2013），S350 BLUETEC 4MATIC（2012-2013），S550，S600，S63 AMG和S65 AMG，銷往北美以外的車型包括S280，S350，S300，S420 CDI和S320 CDI。在北美和日本發表的大排氣量W221是S550（S500銷往北美和日本以外），在次年春天發表了頂級款S600。
奔馳墨西哥也生產出警方規格型號的S -600，以及S-600P。 S-600P是標準的S-600相似，但配備了S65 AMG的雙渦輪增壓V-12引擎，可選配包括警燈、警報器、防爆輪胎、槍架、Lanix集成主機網絡警察電腦、囚犯籠和客制座椅，級別為B6/B7的裝甲。S-600P僅於墨西哥生產，也只有長軸距版。墨西哥政府使用S-600P，主要用於運送重要人物，但在富裕的城市的幾個警察部門，使用作為巡邏車輛。中國廣州的警察部門，也採購少量的S-600P，為保護政府重要人物。
2010年，W221 S系列進行小改款。外邊緣嵌合大燈的LED日間行車燈，雙氙氣大燈配備自動行駛轉向，後車燈52顆獨特排列的LED，修改尾燈與車身同色的條狀飾條。其他顯著變化是更明顯的箭頭形進氣格柵，再加上一個新的前保險桿與鍍鉻的進氣口。全新更時尚的後視鏡附LED轉向燈，融入後保險槓的排氣尾管。帶更多現代風格輪圈。以及全新S400油電混合雙動力版本，賦予更佳的燃油動力效率。

### W222（2013年-2020年）
2013年5月15日梅赛德斯-奔驰在德國漢堡機場正式發表W222 S系列轎車，具備較前款高聳的水箱罩，及更佳的流體力學車型，風阻係數Cd值只有0.24，300 BlueTEC Hybrid僅有0.23。但W222 S系列重點於其創新科技，加強了駕駛的舒適感和安全性，凸顯其不僅豪華，而且科技更為先進。W222 S系列配備能接收360度攝影機影像，並取得的影像資訊的中控台，同時搭載超音波感應器、長短距雷達、車頭攝影機等偵測裝置，以及主動車道偏離警示、主動盲點警示及警告標誌辨識系統，能讓駕駛人穩定行駛於車道、與其他車輛保持安全車距，並在行人穿越馬路前還能預先防撞。

魔幻車體控制系統（Magic Body Control），藉由安裝在擋風玻璃上的攝影鏡頭，能事先偵測顛簸路面，並依路面對主動式懸吊系統進行調整，讓行車更加舒適平穩。

W222 S系列是第一輛全車沒有任何傳統燈泡的車款，全車共使用了500顆LED，其中有300顆用於車艙內照明。此外提供選配的Air-Balance套件，能夠在車室中釋放香水。德國Burmester音響系統提升S系列的音響水準。此外為了滿足後座買家的需求，將提供傾斜角度將從37度到43.5度的獨立後座座椅。
自2018年開始，W222 S系列轎車開始額外配備蘋果CarPlay車載系統。

### W223（2021年-今）
W223 於 2020 年 9 月 2 日亮相。這一代將不會配備雙門轎車或敞篷車型，因為它們將分別被下一代AMG GT和SL 級車型取代。新模型的內部包括多達五個顯示器、增強現實平視顯示器和環境照明系統。此外，W223 S 級是世界上第一款配備後座安全氣囊的汽車，該安全氣囊使用環境空氣，而不是汽車安全氣囊系統中廣泛使用的氣體。
W223 S-Class基於第二代模塊化後架構（MRA）平台，採用四連桿前懸架和多連桿獨立後懸架。空氣懸架是標準配置，可以在 160 公里/小時（99 英里/小時）時自動降低 20 毫米（0.79 英寸）以提高穩定性。
與上一代W222 S-Class相比，後排頭部空間增加了 16 毫米（0.63 英寸），後排腿部空間增加了 41 毫米（1.6 英寸）。行李箱容量增加了 20 升（0.71 立方英尺）至 550 升（19 立方英尺）。 W223 將熱量從發動機引導到輪罩和車身底部以改善氣流，並具有 0.22 的阻力係數。
除 S 350 d 外，所有上市車型均獨家配備 4MATIC全輪驅動。配備六缸直列汽油發動機的車型配備48V 電氣系統，可在需要時提供額外動力。這也為空調系統和電池充電提供了電力。它還用作啟動電機，以代替單獨的專用啟動電機。
W223 使用第二代梅賽德斯奔馳用戶體驗(MBUX) 信息娛樂系統。它配備一個 12.3 英寸的儀錶盤和一個 12.8 英寸的OLED中心信息娛樂系統，帶有觸覺反饋。 MBUX 系統具有無線軟件更新支持、通過語音或指紋識別自動選擇驅動程序配置文件，以及通過說“Hey Mercedes”激活的虛擬助手。助手可以由後座乘客控制，也可以控制智能家電。當汽車接近隧道或檢測到空氣質量不佳時，汽車可以自動關閉車窗和天窗並循環空氣。內部攝像頭可以檢測到駕駛員的動作，以便在駕駛員回頭看時自動降低後百葉窗，或者在駕駛員伸向手套箱時打開車內燈。攝像頭可以檢測到兒童座椅是否已安裝但安全帶未係好。[28]該車配備 22 個攝像頭和雷達傳感器，用於自適應巡航控制、自動轉向、車道偏離警告、緊急制動和交通標誌識別. 雷達傳感器可以預測迎面而來的側面碰撞並將懸架升高 8 厘米（3.1 英寸）以將碰撞力引導至門檻。 SAE 3 級半自動駕駛系統將於 2021 年下半年在德國推出。
可選設備包括後橋轉向、後座安全氣囊和帶有增強現實導航方向的平視顯示器。前照燈可以在道路上投射符號，以警告駕駛員注意即將到來的障礙物，例如道路工程、行人、交通信號燈或警告標誌。
在梅賽德斯-奔馳汽車中，S 級首次配備了兩種不同類型的外門把手。標准設備是現有梅賽德斯-奔馳汽車中的把手，而可選的額外成本設備是齊平式把手，當 Keyless Go 遙控鑰匙靠近時，該把手會電動向外彈出。

### Mercedes-Maybach S系列

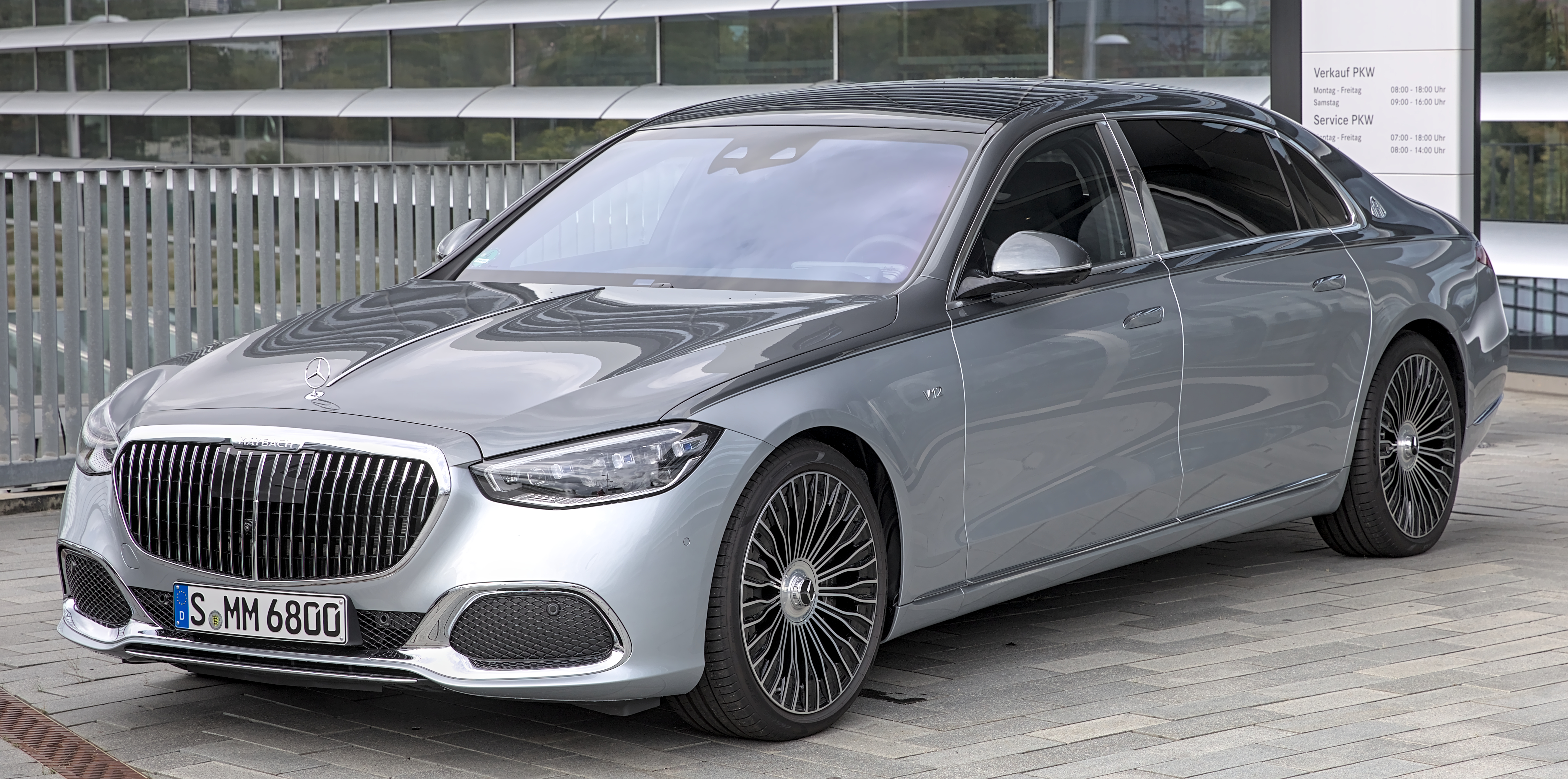
Mercedes-Maybach S系列（Z223）

始創於1909年的邁巴赫是曾活躍於1920~1940年代的德國最專業級的豪車品牌，但戰後改做別的工業品牌和廠房都在1960年代被梅赛德斯-奔驰收購。為了對抗福斯、BMW集團旗下的賓利與勞斯萊斯，1997年邁巴赫以超豪華品牌身份重新出現，但未獲頂端買家市場肯定，連年銷量持續低迷，於2013年再度停產。2014年，梅赛德斯-奔驰將邁巴赫納為子品牌，以梅赛德斯-奔驰車型衍生產品的身份復活。
復活首款車為Mercedes-Maybach S600，以現行S系列長軸版為基礎，車長多出20公分達3,365mm的超長軸距，使得車室空間更為寬敞，搭配豪華電動座椅，後座買家將能讓雙腿完全伸直。具有比S系列更流線及更低風阻的外型，並有圓頂式車頂，行駛中的風切噪音極低，並有更多配備，像後座有擴音系統，乘客之間輕言細語即可溝通。透過將後三角窗移動至C柱的手法，後門縮短了約2.6吋，比例上更加協調，也增加了車室隱密性。

## S-Guard
2014年，梅賽德斯-奔馳推出了最新款防彈車 S600 Guard，S600 Guard外觀跟一般S系列無太大差異。但其基礎車架、車殼到玻璃等全部經過特別強化，車身鈑金以5cm厚的鋼材進行製作，鈑金及內部結構中間，夾入一層特殊的強化鋼材，足夠防止各種槍彈穿透，前擋風玻璃，採用厚達10cm的防彈玻璃材質所製成，光是玻璃本體就重達135公斤，在內層還鍍上了聚碳酸脂(PC)材料，具備透明、耐高溫且抗衝擊等特性，車側門板玻璃也採用相當厚重的三層防彈材質，並以液壓系統控制車門啟閉。
由於這款車並非出廠後再行改裝，在生產階段就從基礎結構進行強化，因此車體結構特別厚實，車底盤的部分也以防彈鋼板完全覆蓋，讓車重高達4815公斤。S600 Guard有了裝甲車般的安全防護，讓車重大增，其所搭載的6.0升V12雙渦輪引擎擁有523hp的動力，安全極速也因車重調降至210km/h(電子限速)。其標準配置了Airmatic主動式氣壓懸吊，讓增加的重量不會造成動態上的太大負擔，而搭載了ESP、ARS等電子動態系統，配合Michelin PAX失壓續跑胎，讓車胎受攻擊損傷後，還能持續行駛30公里以上，以利脫逃現場。其也配備了緊急空氣供應系統，避免在毒氣或瓦斯等恐怖攻擊，車內乘員吸入有害氣體。
S600 Guard是世界上第一部達到VR9等級認證的防彈車，其防爆裂物等級達德國規範ERV2010，以往民用防護標準最高為VR7，而S600 Guard則是超越民用防護標準，達到軍用級水準，能有效對抗各種槍類、手榴彈以及C4炸藥，不過整體重量比以往的S600 Guard卻有降低。